# Тыква
Ты́ква (лат. Cucurbita) — род травянистых растений семейства Тыквенные (Cucurbitaceae).
Под словом «тыква» в России обычно понимаются виды Тыква обыкновенная (Cucurbita pepo) и Тыква гигантская (Cucurbita maxima), широко распространённые и культивируемые как пищевое и кормовое растение.

## Этимология
Русское слово «тыква», по версии словаря Успенского, возможно происходит от праславянского *tyky из *tykati — «жиреть, толстеть». Однако, даётся и вторая версия: от греческого «sikuos» — «огурец». Эти же два варианта отражены и в этимологическом словаре Фасмера.

## Ботаническое описание

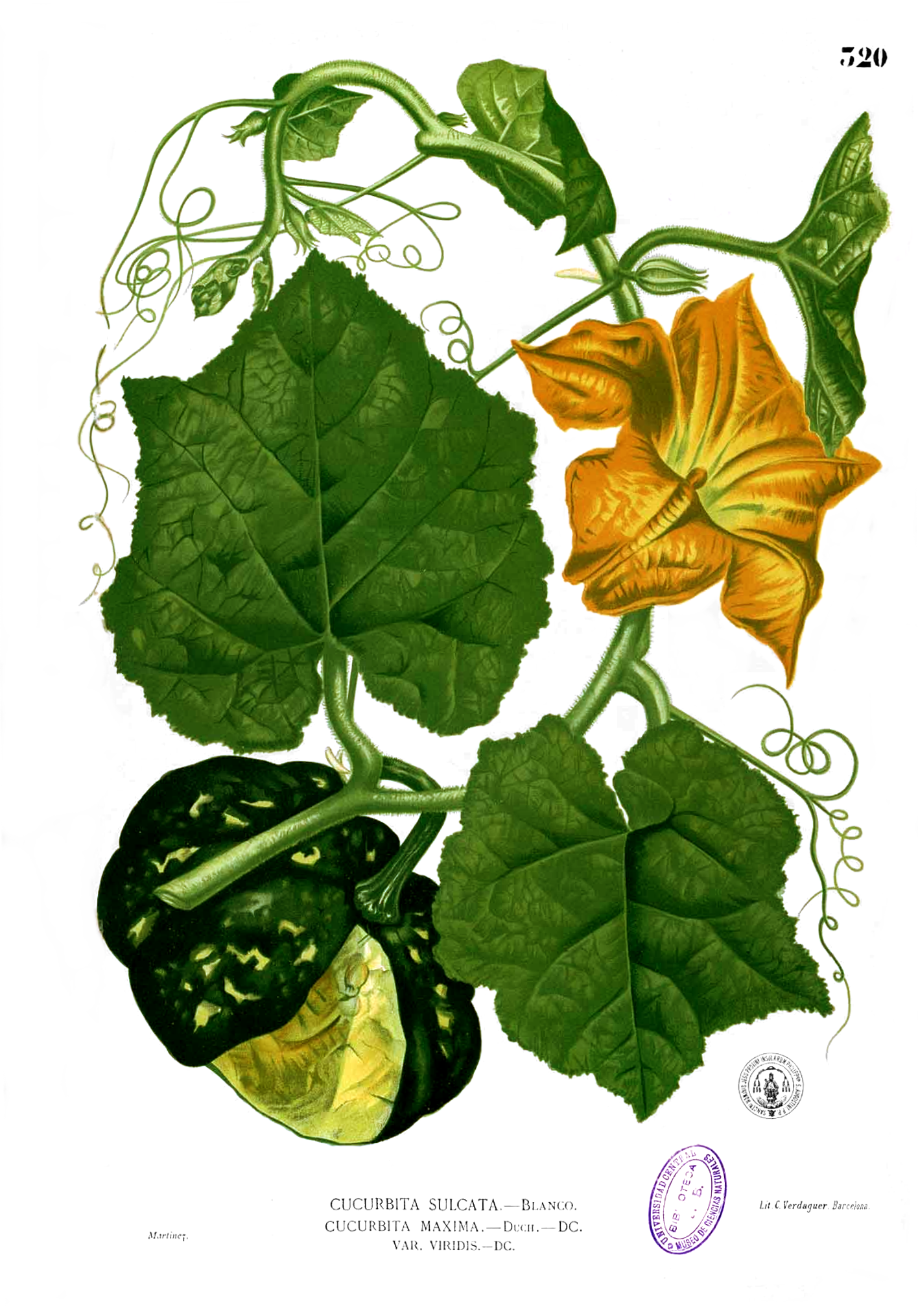
Тыква гигантская.

Однолетние или многолетние жёстко-шершавые или волосистые травы. Стелющиеся по земле и цепляющиеся при помощи ветвистых усиков стебли покрыты более или менее крупными лопастными листьями.
Крупные, жёлтые или белые цветки сидят поодиночке или пучками; цветки однополые (растения однодомные). Чашечка и венчик колокольчатые или ворончато-колокольчатые о пяти (редко четырёх — семи) долях; тычинки спаялись пыльниками в головку, пыльники извитые; в женском цветке развиты три — пять стаминодиев и пестик, с толстым коротким столбиком, с трёх- или пятилопастным рыльцем и с нижней, 3—5-гнёздной многосемянной завязью.
Плод — тыквина, обыкновенно с твёрдым внешним слоем (корой) и с многочисленными сплюснутыми, обрамлёнными толстым вздутием семенами, без белка.

## История
Вероятно, стала первым растением, одомашненным в Мексике — причем не для употребления в пищу, а для использования в качестве сосудов для воды.

### Применение у ацтеков
В произведении «Общая история дел Новой Испании» (1547—1577) Бернардино де Саагун, опираясь на сведения ацтеков о свойствах растений, привёл различные сведения о тыкве (и её разновидностях), в частности, о том, что:

Цветки тыкв называют айошочкилитль. Их едят также сваренными. Они ярко-жёлтые и колючие, их очищают, чтобы сварить, удаляя сверху толстую кожицу. Грозди или оконечности стеблей тыквы едят также сваренными…
Местные съедобные тыквы.
Айотли, или йэкаотли. Она цилиндрической формы, широкая, широкая по краям. У тамалайотли есть завитки, семена похожи на какао, у неё есть семена, у неё есть внутренности. Она цветущая, сладкая, бледная, солёная, пепельного цвета, безвкусная. У неё есть твёрдый стебелёк. Она сочная. У неё есть верёвки, пористая мякоть тыквы, у неё раскрытые цветки, есть лепестки у цветка тыквы. Она съедобна сырой. Не вредит людям; её варят; она съедобна в умеренном количестве. Вызывает вздувание живота.
Другая разновидность гладких и раскрашенных тыкв.
Циликайотли. Она круглая, окрашена, покрашена как перепел… Обычно её семя, это семя — белое, вкусное, приятное, очень вкусное, восхитительное, маслянистое, водянистое, пачкает вещи.

## Виды

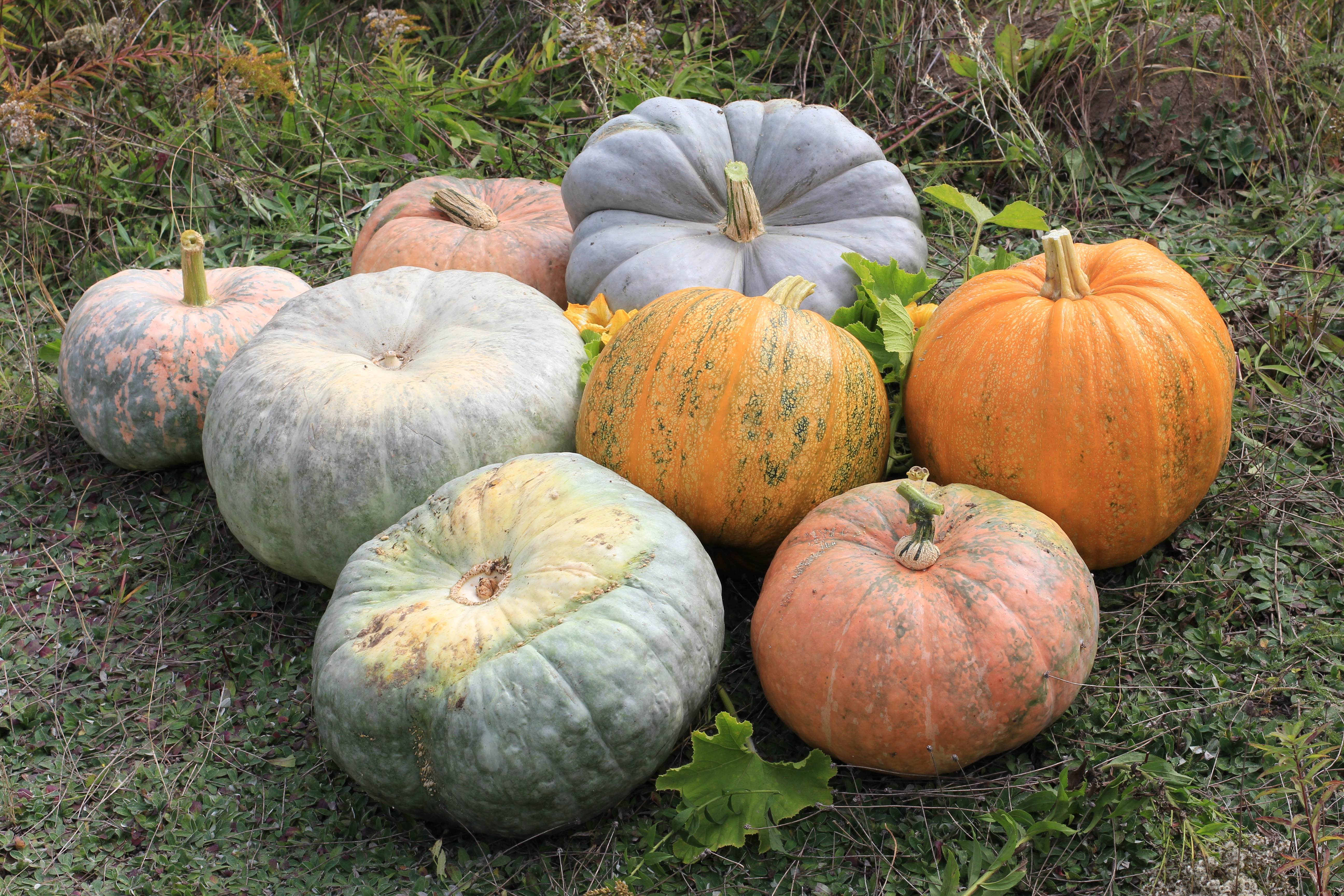
Плоды тыквы обыкновенной (два жёлто-зелёных плода справа в середине) и тыквы гигантской

Всех видов насчитывается около 20. Дикорастущие виды распространены в тёплых районах Азии, Африки и Америки; многие виды культивируются как декоративные (например, «фигурные тыквы») или ради съедобных плодов. Есть и специальные кормовые сорта тыкв, используемые для кормления сельскохозяйственных животных.
Наиболее обыкновенны из многолетних видов:
- Cucurbita ficifolia Bouché — Тыква фиголистная [syn.  Cucurbita melanosperma A.Braun ex Gasp.], с листьями, похожими на листья фигового дерева, и с крупными (с диаметром поперечного сечения до 20 см) округло-продолговатыми пёстрыми плодами, со сладкой мякотью и чёрными семенами;
- Cucurbita foetidissima Kunth — Тыква вонючая [syn.  Cucurbita perennis E.James], родом из Северной Америки, развивающая цепляющиеся стебли до 10 м длиной с мясистыми пепельно-серыми жёстко-волосистыми цельными узкотреугольными листьями с мелкими (с куриное яйцо) круглыми тёмно-зелёными очень горькими плодами.

Из однолетних видов наиболее часто культивируется обыкновенная, или кухонная тыква (Cucurbita pepo L.) (syn. Cucurbita verrucosa L., Cucurbita pyxidaris DC. и другие); у этой тыквы ползучий стебель, с крупными жёсткими листьями и с плодами различной формы и величины; в культуре насчитывается до 100 разновидностей этого вида, родина которого с достоверностью известна (Северная Америка); разновидности различаются по форме, величине и окраске плодов, одни из них дают съедобные плоды, а другие разводятся как декоративные растения (так называемые «фигурные тыквы»), таковы, например:
- Cucurbita pepo var. giromontia — овощ известный как кабачок, в том числе цукини, с удлинёнными, цилиндрическими или коническими плодами, гладкими или бугорчатыми или продольноребристыми[8];
- Cucurbita pepo var. clypeata или depressa — декоративная тыква, с продольно-ребристыми, жёстко-кожистыми плодами.

Другие виды:

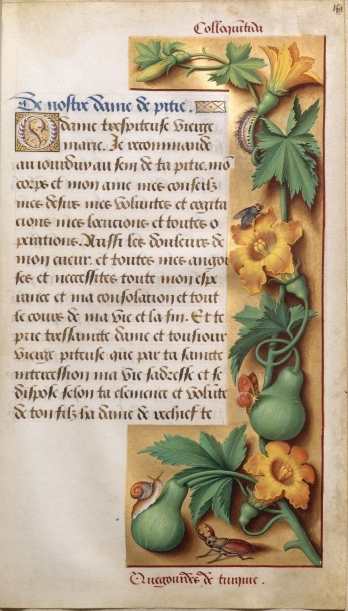
Страница «Часослова Анны Бретонской» с изображением тыквы обыкновенной (около 1505 года)

- Cucurbita maxima Duchesne — Тыква гигантская (иначе, смотря по плодам, Cucurbita turbaniformis, pileiformis и т. д.), дающая разнообразной формы и различной величины съедобные плоды, таковы, например, Cucurbita turbaniformis Aief., с плодами, напоминающими тюрбан («чалмовая тыква»), Cucurbita ecoronata (например, стофунтовая тыква, мамонтовая, миндальная, булонские кабачки и пр.) — плоды без выроста в центре и т. д.; сюда же относятся разновидности без длинных ползучих побегов («без плетей», «без усов»), так называемая кустовая тыква
- Cucurbita moschata Duchesne — Тыква мускатная, или египетская тыква, с запахом мускуса, разводится в более тёплых странах.
- Cucurbita palmata S.Watson — Тыква дланевидная
- Cucurbita digitata Gray — Тыква пальчатая

## Использование
За исключением декоративных сортов, плоды тыквы употребляются в пищу. После тепловой обработки варёная или печёная тыква очень хорошо усваивается организмом и широко применяется даже для детского и диетического питания. Также хорошо используется для салатов и гарниров.
Неразделанные тыквы долго сохраняются, поэтому с давних времён используются в хозяйствах. Известно множество старинных блюд русской кухни, включающих тыкву. В XVII веке в сказке Шарля Перро «Золушка» фея сделала карету из тыквы как из продукта, который всегда есть на кухне даже у самых бедных.
В качестве лекарственного сырья используют семя тыквы — зрелые, очищенные от остатков околоплодника и высушенные без подогрева семена. Сушат их на открытом воздухе под навесами или на чердаках с хорошей вентиляцией, рассыпав тонким слоем. При несоблюдении правил сушки они темнеют, плесневеют и приобретают посторонний запах. Применяют семена тыквы против ленточных глистов.
В Центральной Азии из тыквы изготовляют сосуды для напитков и клетки для мелких певчих птиц.

### Сорта
- Тыква 'Уфимская'
- Тыква «Мозолевская»[10] Столового назначения, кустовая, среднеспелая (созревает на 100—135 день). Средний вес — 5 кг (урожайность с гектара достигает 42 тонн). Мякоть у мозолеевской тыквы сочная, сладкая, толщина её 5 см. Хранится хорошо.

- Столовая зимняя 5-А. Плоды крупнее, чем у Мраморной, немного выше урожай — и немного проигрывают качества плодов. Урожайность — 45-55 т/га без полива.
- Мраморная — Зелёно-серые плоды сплюснутой округлой формы, массой 6-10 кг. Один из самых сладких сортов.

Сорта универсального назначения
- Прикорневая — кустовая форма. Самая технологичная из универсальных тыкв с высоким уровнем сахара. Плоды вяжутся у корня и лежат в рядах. Сахаров — 6 %. При схеме 1,4×0,5 м (12000 шт./га) урожай достигает 110 т/га. При этом выход семян — до 700 кг/га. Масло уникальное: 50 % жира, витамина Е — на порядок больше, чем в других сортах. Мякоть идеальна для сока, пюре, кетчупов.

Мускатные сорта
- Испанская гитара — получила название за необычную форму. Вес плодов до 8 кг, длина — 70-100 см, диаметр — около 17 см.
- Цукатная — Плоды светло-коричневого цвета округло-приплюснутой формы. Средний вес — 5 кг. Внутренняя часть сахаристая, хрустящая, оранжевого цвета.
- Витаминная — Овальные ребристые плоды, весом до 5 кг. Поздний сорт, плоды которой полностью созревают не менее, чем через 3,5 месяца после появления первых всходов.
- Мускат де прованс — Плоды округлой, приплюснутую формы, массой не более 4 кг.
- Ореховая — Лучше всего плодоносит, когда на одном кусте не больше 5 плодов, которые при созревании весят 1-1,2 кг.

Сорта для Сибири и Урала
- Лечебная — Плоды имеют округлую форму и массу 3-5 кг. Срок созревания — 3-3,5 месяцев.
- Жемчужина — Плоды массой 3-8 кг. Первый урожай «жемчужины» собирают через 3 месяца и 10 дней.
- Улыбка — Один куст даёт до 15 плодов массой до 0,9 кг. Срок созревания менее 3-х месяцев.

## Прочие сведения

Пчёлы опыляют цветок тыквы

- На октябрь 2016 года рекорд по массе выращенной тыквы принадлежит фермеру из Бельгии Маттиасу Виллемансу (англ. Mattias Willemyens) и равен 2623,5 фунта (1190,5 кг), что официально подтверждено книгой рекордов Гиннесса. Со слов Виллеманса, вырастить такую большую тыкву ему помогли хорошие удобрения[11][12].
- В Индии с помощью тыквы ловят обезьян. Для этого в привязанной (например, к дереву) тыкве сверлят маленькое отверстие и насыпают туда рис или кладут съедобный плод. Обезьяна, запустив в отверстие лапку, не разжимает кулачок с зёрнами и, соответственно, не может его вытащить из тыквы[13].
- Тыква и вырезаемые из неё тыквенные фонарики являются непременным атрибутом Хэллоуина.
- Самая тяжелая тыква России весит 817 килограммов, она была выращена в подмосковном Электрогорске 28-летним москвичом Александром Чусовым в 2024 году. [14]